# Feng Chun-kai
Feng Chun-kai (Traditioneel Chinees: 馮俊凱, pinyin: Jùnjiā Féng; Miaoli, 2 november 1988) is een Taiwanees wielrenner die sinds 2023 rijdt voor het Japanse Utsunomiya Blitzen.

## Carrière
Hij reed eerder onder meer voor de UCI World Tour-ploeg Bahrain-Victorious. In 2015 en 2016 reed Feng bij Lampre-Merida. In 2013 reed hij bij Champion System Pro Cycling Team. Hij begon zijn carrière in zijn thuisland, bij Action Cycling Team. Hij werd zowel viermaal nationaal kampioen op de weg, als in de tijdrit.

## Belangrijkste overwinningen
2009
2e etappe Ronde van Oost-Taiwan
2e etappe Giant Cup
 Taiwanees kampioen op de weg, Elite
2010
Giant Cup
 Taiwanees kampioen op de weg, Elite
2011
1e, 5e en 13e etappe International Cycling Classic
Eindklassement International Cycling Classic
 Taiwanees kampioen op de weg, Elite
2012
Bergklassement Ronde van Taiwan
3e etappe Giant Cup
2013
Bergklassement Ronde van Taiwan
1e etappe Ronde van Oost-Taiwan
 Wegwedstrijd op de Oost-Aziatische Spelen
 Taiwanees kampioen op de weg, Elite
 Taiwanees kampioen tijdrijden, Elite
2014
Bergklassement Ronde van Taiwan
3e etappe Ronde van Thailand
 Taiwanees kampioen op de weg, Elite
2015
 Taiwanees kampioen op de weg, Elite
 Taiwanees kampioen tijdrijden, Elite
2017
 Taiwanees kampioen op de weg, Elite
 Taiwanees kampioen tijdrijden, Elite
2018
 Taiwanees kampioen op de weg, Elite
 Taiwanees kampioen tijdrijden, Elite
2019
 Taiwanees kampioen tijdrijden, Elite
 Aziatisch kampioenschap tijdrijden, Elite
2023
 Taiwanees kampioenschap tijdrijden, Elite
2024
 Taiwanees kampioen tijdrijden, Elite
 Taiwanees kampioen op de weg, Elite
2025
 Aziatisch kampioenschap op de weg, Elite

## Resultaten in voornaamste wedstrijden
|      | \| Jaar \| Ronde van Vlaanderen \| Parijs-Roubaix \| Gent-Wevelgem \| \| ---- \| -------------------- \| -------------- \| ------------- \| \| 2015 \| \| opgave \| \| \| 2016 \| opgave \| opgave \| opgave \| \| 2017 \| opgave \| \| opgave \| \| 2018 \| \| \| \| \| 2019 \| \| \| \| \| 2020 \| opgave \| \| \| \| 2021 \| \| \| \| \| 2022 \| \| opgave \| \| |                |               |
| Jaar | Ronde van Vlaanderen | Parijs-Roubaix | Gent-Wevelgem |
| 2015 | | opgave         |               |
| 2016 | opgave | opgave         | opgave        |
| 2017 | opgave |                | opgave        |
| 2018 | |                |               |
| 2019 | |                |               |
| 2020 | opgave |                |               |
| 2021 | |                |               |
| 2022 | | opgave         |               |

## Ploegen
- 2010 –  Action Cycling Team
- 2011 –  Action Cycling Team
- 2012 –  Action Cycling Team
- 2013 –  Champion System Pro Cycling Team
- 2014 –  Team Gusto
- 2015 –  Lampre-Merida
- 2016 –  Lampre-Merida
- 2017 –  Bahrain-Merida
- 2018 –  Bahrain-Merida
- 2019 –  Bahrain-Merida
- 2020 –  Bahrain McLaren
- 2021 –  Bahrain-Victorious
- 2022 –  Bahrain-Victorious
- 2023 –  Utsunomiya Blitzen
- 2024 –  Utsunomiya Blitzen
- 2025 –  Utsunomiya Blitzen

Chen · Chiang · Feng · Huang · Lee
Chiang · Feng · Hsiao · Huang · Lee · Pan
Chang · C.C. Chen · C.L. Chen · Chiang · Chien · Feng · Hsiao · Hsieh · C.F. Liu · W.C. Liu · Huang · Pan · Yang
Anderson · Avery · Bell · Beyer · Brammeier · Butler · Feng · Friedemann · Gazvoda · Jang · Jiang · Jiao · Lewis · Liu · Nishizono · Ojavee · Othman · Roth · Schnaidt · Tang · Traksel · Wu · Xu · Brenes (stagiair) · Cheung (stagiair) · Smith (stagiair)
Bonifazio · Bono · Cattaneo · Cimolai · Conti · M. Costa · R. Costa · Đurasek · Feng · Ferrari · Grmay · Kasjavy · Modolo · Mori · Niemiec · Oliviera · Pibernik · Plaza · Polanc · Pozzato · Richeze · Serpa · Ulissi · Valls · Xu · Ganna (stagiair) · Pacioni (stagiair) · Ravasi (stagiair)
Arashiro · Bono · Cattaneo · Cimolai · Conti · M. Costa · R. Costa · Đurasek · Feng · Ferrari · Grmay · Kasjavy · Kump · Meintjes · Modolo · Mohorič · Mori · Niemiec · Petilli · Pibernik · Polanc · Ulissi · Xu · Zurlo · Masnada (stagiair) · Ravasi (stagiair) · Troia (stagiair)
Agnoli · Arashiro · Boaro · Bole · Bonifazio · Božič · Brajkovič · Cink · Colbrelli · Feng · García · Gasparotto · Grmay · Haussler · Insausti · Izagirre · Moreno · Navardauskas · A. Nibali · V. Nibali · Novak · Pellizotti · Per · Pibernik · Siwtsow · Visconti · Wang · Garosio (stagiair) · Padoen (stagiair) · Toniatti (stagiair)
Agnoli · Arashiro · Boaro · Bole · Bonifazio · Božič · Colbrelli · Feng · García · Gasparotto · Haussler · G. Izagirre · J. Izagirre · Koren · Mohorič · Navardauskas · A. Nibali · V. Nibali · Novak · Padoen · Pellizotti · Per · Pernsteiner · Pibernik · Pozzovivo · Siwtsow · Visconti · Wang
Agnoli · Arashiro · Bauhaus · Bole · Caruso · Colbrelli · Dennis     · Feng · García · Garosio · Haussler · Koren · Mohorič · A. Nibali · V. Nibali · Novak · Padoen · Pernsteiner · Pibernik · Pozzovivo · Sieberg · Teuns · Tratnik · Wang · Williams
Arashiro · Battaglin · Bauhaus · Bilbao · Bole · Buitrago · Capecchi · Caruso · Cavendish · Colbrelli · Davies · Feng · García Cortina · Haller · Haussler · Inkelaar · Landa · Mohorič · Novak · Padoen · Pernsteiner · Pibernik · Poels · Sieberg · Teuns · Tratnik · Valls · Williams · Wright
Arashiro · Bauhaus · Bilbao · Buitrago · Capecchi · Caruso · Colbrelli  · Davies · Feng · Jack · Haller · Haussler · Inkelaar · Landa · Madan · Mäder · Milan· Mohorič · Novak · Padoen · Pernsteiner · Poels · Sieberg · Teuns · Tratnik · Valls · Williams · Wright
Arashiro · Bauhaus · Bilbao · Buitrago · Caruso · Colbrelli · Feng · Govekar (vanaf 1/6) · Gradek · Haig · Haussler · Landa · Maciejuk · Madan · Mäder · Milan· Mohorič · Novak · Osorio (tot 31/3) · Pernsteiner · Poels · Price-Pejtersen · Sánchez · Sütterlin · Teuns (tot 4/8) · Tratnik · Williams · Wright · Zambanini · Miholjević (stagiair)